# Lola Young

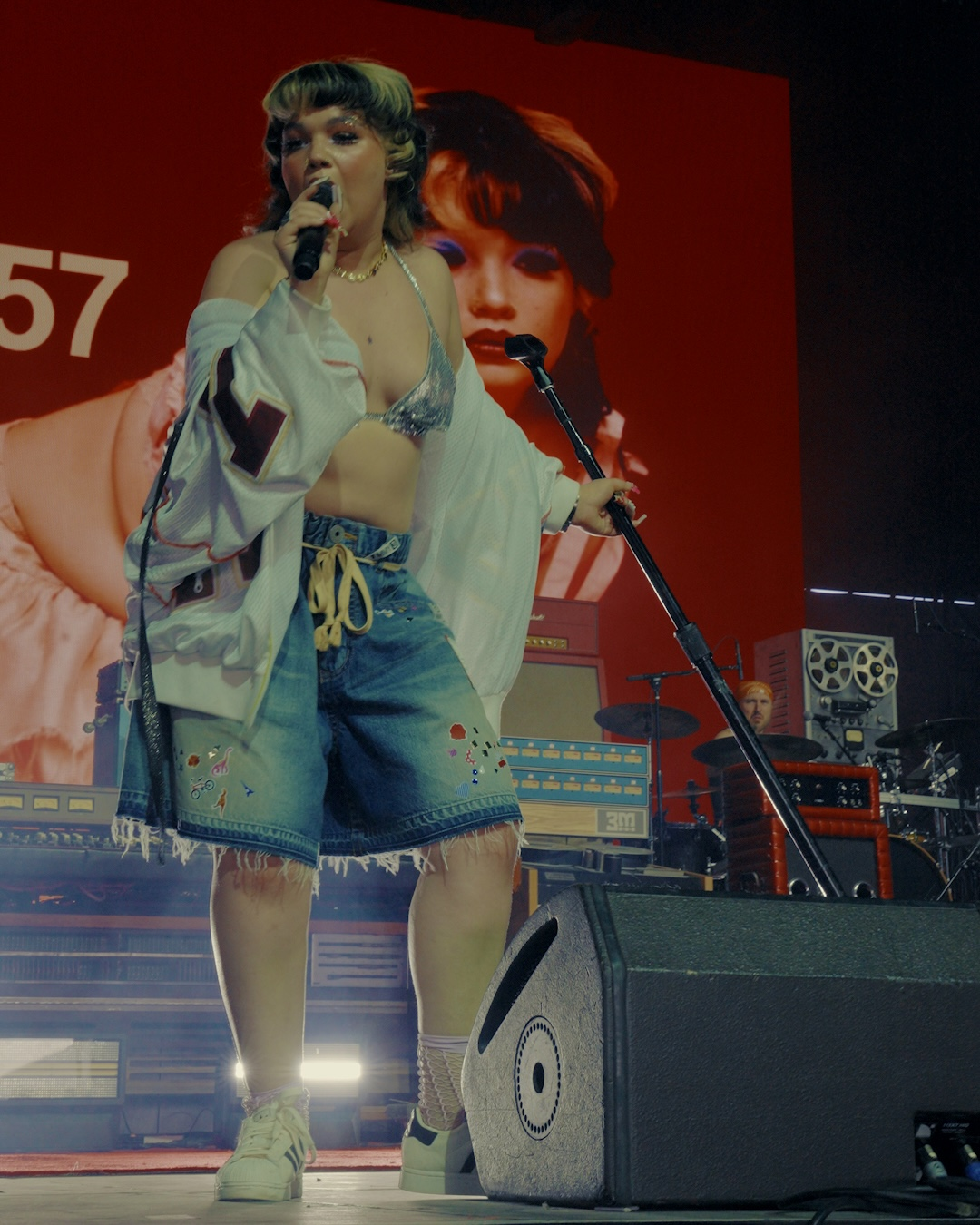
Lola Young (2025)

Lola Emily Mary Young (* 4. Januar 2001 in Croydon, London) ist eine britische Singer-Songwriterin, die mehrmals bei den Brit Awards nominiert wurde und seit 2024 auch international erfolgreich ist.

## Biografie
Young ist die Tochter eines jamaikanisch-chinesischen Vaters und einer englischen Mutter. Sie wuchs im Südosten Londons in Beckenham auf. Beide Elternteile sind musikalisch; der Vater spielte als professioneller Bassist. Ihre Großtante ist die Liedautorin Julia Donaldson. So wuchs sie von klein auf mit Musik auf. Im Alter von elf Jahren begann sie Gedichte und Lieder zu schreiben und verfasste ihren ersten Weihnachtssong auf dem Klavier. Mit 13 Jahren hatte sie ihre ersten Kneipenauftritte und besuchte ein Tonstudio. In jungen Jahren wurde sie von Musikern wie Avril Lavigne, Eminem, Biggie, David Bowie, Prince und Joni Mitchell inspiriert. Sie wurde an der renommierten Brit School aufgenommen und gewann 2015 in der Show Open Mic UK mit dem selbstgeschriebenen, aber nie veröffentlichten Song Never Enough den Hauptpreis. 2016 wurde sie Finalistin der britischen Talentshow Got What It Takes?. 2017 wurde sie von Nick Shymansky, dem Ex-Manager von Amy Winehouse, entdeckt. Dieser stellte sie kurz darauf Nick Huggett vor, welcher die Sängerin Adele entdeckt hatte. Sie entschlossen sich dazu, Lola Young zu zweit zu managen. Unter Vertrag bei Island Records, veröffentlichte sie im November 2019, im Alter von 18 Jahren, ihr Debütalbum Intro. Wenige Monate später, im Frühjahr 2020, folgte die EP Renaissance.
Im Alter von zwanzig Jahren bildeten sich Zysten an ihren Stimmbändern, welche operativ entfernt werden mussten. Nach eigenen Angaben musste sie nach der Behandlung ihre Stimme neu trainieren und verdankt der Zyste ihre jetzt etwas rauere, tiefere Stimme.
2021 veröffentlichte Young ihre nächste EP After Midnight. Im September 2021 erschien die Single Fake, welche sie einen Tag später in der Late Late Show performte. Am 30. Oktober sang sie das Lied in der Show Later with Jools Holland. Im August 2022 folgte ein Auftritt in der Show Inas Nacht mit Ina Müller und Torsten Sträter als Gast.
Im Winter 2021 sang sie eine Coverversion des Songs Together in Electric Dreams (1985) von Giorgio Moroder und Philip Oakey für die jährliche Weihnachtswerbekampagne der Einzelhandelskette John Lewis & Partners.
In der BBC-Prognose Sound of … für das Jahr 2022 wurde Young auf Platz 3 der Musiker geführt, die in diesem Jahr den Durchbruch schaffen werde. Bei den BRIT Awards 2022 war sie für den Brit Award for Rising Star nominiert.
Im März 2022 war sie auf dem Album Pier Pressure des Rapper ArrDee im Song Who Woulda Thought zu hören.
2022 sprach sie bei einem Interview mit The Telegraph erstmals öffentlich über ihre 2019 diagnostizierte schizoaffektive Störung. Daraufhin veröffentlichte sie einen Beitrag auf Instagram, in dem sie erklärte, wie stark diese Diagnose ihr Leben beeinflusst habe. Dennoch versuche Young positiv damit umzugehen.
Mit dem Song Don't Hate Me aus dem Album My Mind Wanders and Sometimes Leaves Completely, das im Mai 2023 erschien, erlangte sie erhöhte Aufmerksamkeit über TikTok.
Am 21. Juni 2024 veröffentlichte sie ihr neues Album This Wasn´t Meant For You Anyway über Island Records. Mit dem Song Messy trat sie erneut in Inas Nacht auf. Darauf folgten Auftritte auf verschiedenen Festivals, darunter das Blud-Fest von Yungblud, das Osheaga-Festival in Montreal und das Maifeld Derby in Mannheim. Am 2. August sang Young auf dem Lollapalooza in Chicago, am 7. September folgte der Auftritt auf dem achten Lollapalooza-Festival im Olympiapark in Berlin.
Im Oktober 2024 veröffentlichte sie das Lied Like Him in Zusammenarbeit mit dem zweifachen Grammy-Gewinner Tyler, the Creator. Der Song war auf dem Album Chromakopia von Tyler, the Creator zu hören und erreichte Platz 29 der Billboard 100.
Im Oktober erschien die Single Charlie in Zusammenarbeit mit dem Rapper Lil Yachty.

## Diskografie

### Studioalben
- My Mind Wanders and Sometimes Leaves Completely (2023)
- This Wasn’t Meant for You Anyway (2024)

### EPs
- Intro (2019)
- Renaissance (2020)
- After Midnight (2021)
- Messy (2024)

### Singles
- Woman (2021)
- Ruin My Make Up (2021)
- Bad Tattoo (2021)
- Blue (2AM) (2021)
- After Midnight (2021)
- Fake (2021)
- Together in Electric Dreams (2021)
- So Sorry (2022)
- What Is It About Me (2023)
- Conceited (2023)
- Wish You Were Dead (2024)
- Intrusive Thoughts (2024)
- Big Brown Eyes (2024)
- Outta My Mind pt.2 (mit Chlothegod, 2024)
- Fuck (2024)
- Messy (2024)
- Good Books (2024)
- Flicker of Light (2024)
- Charlie (mit Lil Yachty, 2024)
- One Thing (2025)
- Not Like That Anymore (2025)
- Dealer (2025)

## Auszeichnungen für Musikverkäufe
| Goldene Schallplatte - Belgien - 2025: für das Lied Like Him - Italien - 2025: für die Single Messy - Norwegen - 2025: für das Album This Wasn’t Meant for You Anyway - Spanien - 2025: für die Single Messy - Zentralamerika - 2025: für die Single Messy Platin-Schallplatte - Belgien - 2025: für die Single Messy - Dänemark - 2025: für die Single Messy - Griechenland - 2025: für die Single Messy - Kanada - 2025: für das Lied Like Him - Norwegen - 2025: für die Single Messy - Polen - 2025: für die Single Messy | 2× Platin-Schallplatte - Brasilien - 2025: für die Single Messy - Kanada - 2025: für die Single Messy - Neuseeland - 2025: für die Single Messy 3× Platin-Schallplatte - Portugal - 2025: für die Single Messy 4× Platin-Schallplatte - Australien - 2025: für die Single Messy Diamantene Schallplatte - Frankreich - 2025: für die Single Messy |

Anmerkung: Auszeichnungen in Ländern aus den Charttabellen bzw. Chartboxen sind in ebendiesen zu finden.
| Land/RegionAuszeichnungen für Musikverkäufe (Land/Region, Auszeichnungen, Verkäufe, Quellen) | Silber     | Gold     | Platin       | Diamant  | Verkäufe  | Quellen             |
| -------------------------------------------------------------------------------------------- | ---------- | -------- | ------------ | -------- | --------- | ------------------- |
| Australien (ARIA)                                                                            | —          | —        | 4× Platin4   | —        | 280.000   | aria.com.au         |
| Belgien (BRMA)                                                                               | —          | Gold1    | Platin1      | —        | 60.000    | ultratop.be         |
| Brasilien (PMB)                                                                              | —          | —        | 2× Platin2   | —        | 80.000    | pro-musicabr.org.br |
| Dänemark (IFPI)                                                                              | —          | —        | Platin1      | —        | 90.000    | ifpi.dk             |
| Deutschland (BVMI)                                                                           | —          | Gold1    | —            | —        | 300.000   | musikindustrie.de   |
| Frankreich (SNEP)                                                                            | —          | —        | —            | Diamant1 | 333.333   | snepmusique.com     |
| Griechenland (IFPI)                                                                          | —          | —        | Platin1      | —        | 20.000    | Einzelnachweise     |
| Italien (FIMI)                                                                               | —          | Gold1    | —            | —        | 100.000   | fimi.it             |
| Kanada (MC)                                                                                  | —          | —        | 3× Platin3   | —        | 240.000   | musiccanada.com     |
| Neuseeland (RMNZ)                                                                            | —          | —        | 2× Platin2   | —        | 60.000    | radioscope.co.nz    |
| Norwegen (IFPI)                                                                              | —          | Gold1    | Platin1      | —        | 75.000    | ifpi.no             |
| Polen (ZPAV)                                                                                 | —          | —        | Platin1      | —        | 125.000   | olis.pl             |
| Portugal (AFP)                                                                               | —          | —        | 3× Platin3   | —        | 30.000    | Einzelnachweise     |
| Schweiz (IFPI)                                                                               | —          | —        | Platin1      | —        | 30.000    | hitparade.ch        |
| Spanien (Promusicae)                                                                         | —          | Gold1    | —            | —        | 30.000    | elportaldemusica.es |
| Vereinigte Staaten (RIAA)                                                                    | —          | —        | 4× Platin4   | —        | 4.000.000 | riaa.com            |
| Vereinigtes Königreich (BPI)                                                                 | 2× Silber2 | —        | 2× Platin2   | —        | 1.600.000 | bpi.co.uk           |
| Zentralamerika (CFC)                                                                         | —          | Gold1    | —            | —        | 35.000    | cfc-musica.com      |
| Insgesamt                                                                                    | 2× Silber2 | 6× Gold6 | 26× Platin26 | Diamant1 |           |                     |